# Аль-Маталла
Аль-Маталла (англ. al-Matallah, араб. المطلة) — поселення в Сирії, що складає невеличку друзьку общину в нохії Ізра, яка входить до складу мінтаки Ізра в південній сирійській мухафазі Дара.